# Грос Ил (Мичиген)
Грос Ил (енгл. Grosse Ile) град је у америчкој савезној држави Мичиген.

## Демографија
По попису из 2000. године број становника је 10.894.
| Група             | 2000.          | 2010.    |
| Белци             | 10.241 (94,0%) | 0 (0,0%) |
| Афроамериканци    | 39 (0,4%)      | 0 (0,0%) |
| Азијати           | 299 (2,7%)     | 0 (0,0%) |
| Хиспаноамериканци | 175 (1,6%)     | 0 (0,0%) |
| Укупно            | 10.894         | 0        |